# タイラグループ

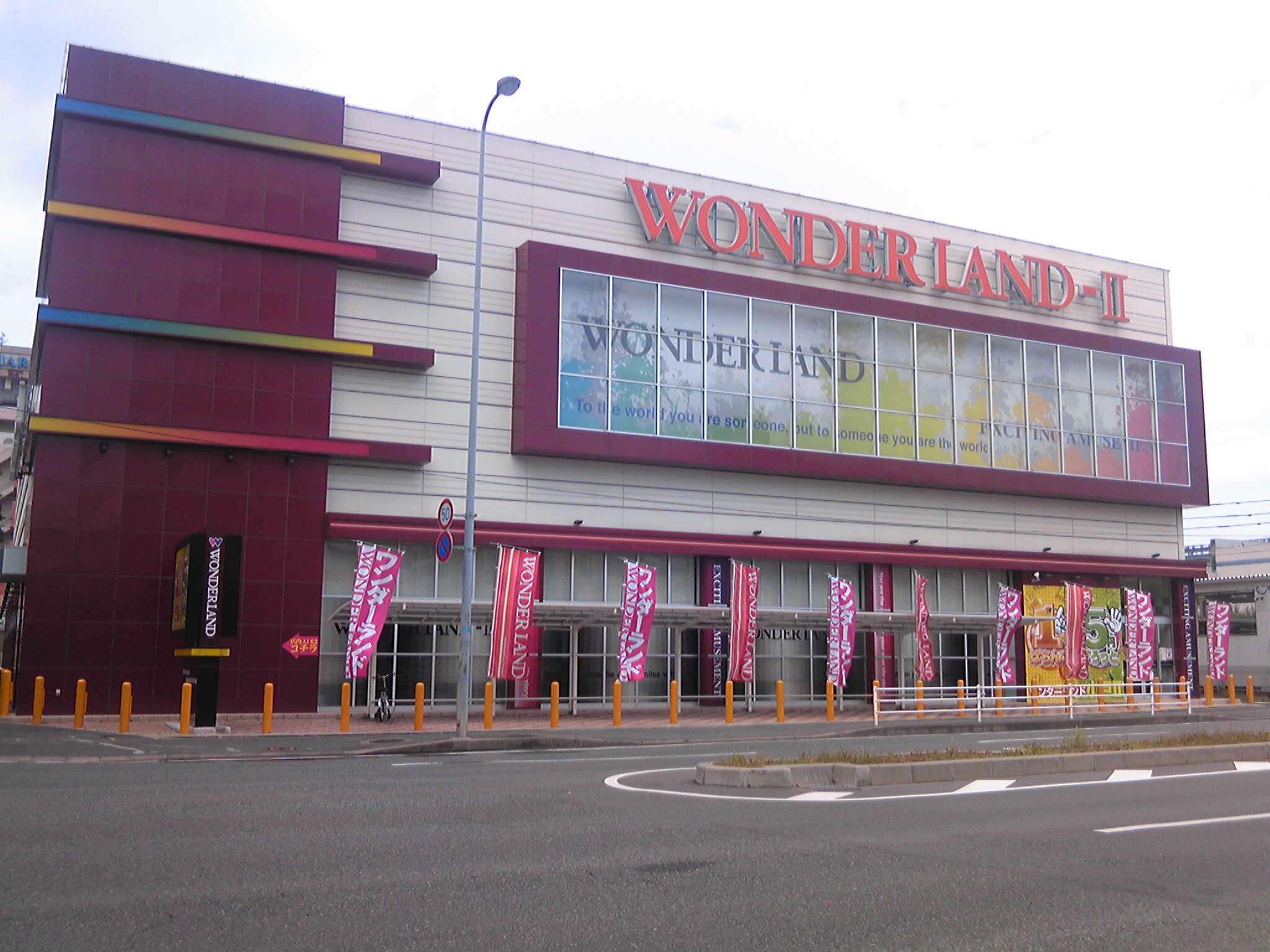
ワンダーランド小戸Ⅱ
（福岡市西区）

タイラグループ（英: TAIRA GROUP）は、福岡県小郡市に本社を置くパチンコチェーン「ワンダーランド」などを運営する企業。

## 沿革
- 1984年 - 有限会社平興産設立。
- 1985年 - 有限会社興商設立。
- 1988年 - 有限会社タイラ観光設立。
- 1994年 - 本社社屋改装。
- 1997年 - 物流部門TLC開設。
- 2000年 - 有限会社ベストビート開設。
- 2004年 - タイラグループ本社新社屋完成。
- 2005年 - 株式会社平興産へ社名変更。スタッフからアテンダントへの呼称を改める
- 2009年 - 創立25周年プロジェクトの実施。社内接客コンテスト開催。
- 2012年 - 株式会社タイラベストビートへ営業法人を統一

## グループ企業
- 株式会社平興産
- 株式会社興商
- 株式会社タイラ観光
- 株式会社タイラベストビート

## 関連会社
- 有限会社貴商
- 有限会社ベストフーズ